# Pic et pic et colegram (film)
Pour les articles homonymes, voir Pic et pic et colegram.
Pour plus de détails, voir Fiche technique et Distribution.
Pic et pic et colegram  est un film français réalisé par Rachel Weinberg en 1970 et sorti en 1972.
Premier film de la réalisatrice Rachel Weinberg, ce film dramatique raconte une histoire, vraisemblablement inspirée par des souvenirs personnels, qui se déroule pendant l'Occupation.

## Fiche technique
- Titre : Pic et pic et colegram
- Réalisation : Rachel Weinberg
- Scénario : Rachel Weinberg
- Photographie : Jean-Jacques Renon
- Montage : Geneviève Vaury
- Musique : Janko Nilovic et Gheorghe Zamfir
- Sociétés de production : Dovidis, Marianne Productions et L'Office de Radiodiffusion Télévision Française (ORTF)
- Société de distribution :  Cinema International Corporation (CIC)
- Pays d'origine :  France
- Format : Couleur (Eastmancolor) — 35 mm — 1,37:1 — Son : Mono
- Genre : Film dramatique
- Durée : 82 minutes (1 h 22)
- Dates de sortie :	
  - France : 2 juin 1972
- N° de Visa : 37279 du 04/05/1972

## Distribution
- Monique Chaumette : Déborah
- Hans Meyer : Jeroboam
- Henri Garcin : Le pasteur
- Laurence Klejman : Mina
- Ivan Erimitchoï : Jeannot
- Gérard Belloc	: Un résistant
- Jean-Paul Tribout : Un résistant
- Francine Bergé : la voix de Mina adulte
- Jeanne Volatron